# El amor sólo dura 2.000 metros
El amor solo dura 2.000 metros es una obra de teatro española de Enrique Jardiel Poncela, estrenada el 22 de enero de 1941 en el Teatro de la Comedia de Madrid.

## Argumento
Annie Barrett, una conocida actriz y Julio Santillana, un famoso novelista español, recién casados, llegan a Nueva York, con el objetivo de rodar una película protagonizada por ella y cuyos guiones se inspiran en una publicación del marido. Instalados en Hollywood, sin embargo, la versión que finalmente se rueda decepciona absolutamente al autor. El ambiente sórdido del lugar propicia que el hijo de Annie sea secuestrado. Horrorizado por el lugar, Julio regresa a España. Annie no lo acompaña, deseosa de recuperar a su niño, que finalmente aparece asesinado.

## Estreno
Intérpretes: Elvira Noriega (Annie), Carlos Lemos (Julio), Antonia Plana, Eloísa Muro, Elvira Soler, Rosita Yarza, José Rivero, José Orjas, Fernando Fernán Gómez, Antonio Ayora.